# Моралес, Натали
Натали́ Мора́лес (англ. Natalie Morales, род. 15 февраля 1985, Кендалл, Флорида) — американская актриса кубинского происхождения.

## Биография
Посещала католическую школу Святой Агаты, прежде чем перейти в Юго-западную среднюю школу и поступить в университет Доу Джонса в Майами на отделение журналистики.

## Карьера
Моралес наиболее известна по роли Венди Уотсон в сериале «Посредник», научно-фантастической адаптации одноимённого комикса, единственный сезон которого транслировался по кабельному телеканалу ABC Family. Это была её первая главная роль, после роли в качестве приглашенной звезды в телесериале «C.S.I.: Место преступления Майами» в 2005 году. Принимала участие в озвучивании игры по мотивам шоу «Тачку на прокачку» канала MTV.
Моралес также играла и выступила в качестве исполнительного продюсера в пилотном выпуске ситкома «Бросившие курить», который был официальным выбором третьего ежегодного независимого телевизионного фестиваля ITVFest в Лос-Анджелесе в августе 2008 года .
Моралес играла специального агента Лорен Круз в первом сезоне телесериала «Белый воротничок». В мае 2010 года Моралес начала играть Люси, подругу героя Азиза Ансари Тома Хаверфорда в ситкоме телеканала NBC «Парки и зоны отдыха». Моралес появилась в 2010 году фильме Оливера Стоуна «Уолл-стрит: Деньги не спят», продолжение его фильма 1987 года «Уолл-стрит» .
В 2013 году Моралес снималась в одной из основных ролей в ситкоме ABC «Третья жена». В фильме «Битва полов» (2017) сыграла Розмари Казалс. Исполнила главные роли в сериалах «Гриндер» (2015—2016) и «У Эбби» (2019).
В 2021 году выпустила два фильма в качестве режиссёра. 1 марта на Берлинском кинофестивале прошла премьера её фильма «Уроки испанского», где она также сыграла главную роль. 28 мая на Hulu вышел её фильм «План Б».

## Фильмография
| Год       |   | Русское название                  | Оригинальное название           | Роль                    |
| --------- | - | --------------------------------- | ------------------------------- | ----------------------- |
| 2006      | с | C.S.I.: Место преступления Майами | CSI: Miami                      | Аня Боа Виста           |
| 2008      | с | Посредник                         | The Middleman                   | Венди Уотсон            |
| 2009—2010 | с | Белый воротничок                  | White Collar                    | Лорен Круз              |
| 2010      | ф | Уолл-стрит: Деньги не спят        | Wall Street: Money Never Sleeps | трейдер                 |
| 2010      | ф | На расстоянии любви               | Going the Distance              | Бренди                  |
| 2010—2015 | с | Парки и зоны отдыха               | Parks and Recreation            | Люси                    |
| 2011      | ф | Правило шести месяцев             | 6 Month Rule                    | Софи                    |
| 2011      | с | Плащ                              | The Cape                        | Киа                     |
| 2012      | ф | Халявщики                         | Freeloaders                     | девушка                 |
| 2012      | с | Новости                           | The Newsroom                    | Кейли                   |
| 2012—2013 | с | 90210: Новое поколение            | 90210                           | Эшли Ховард             |
| 2013—2014 | с | Третья жена                       | Trophy Wife                     | Мег Гомес               |
| 2014—2015 | с | Девчонки                          | Girls                           | Клементина              |
| 2015—2016 | с | Гриндер                           | The Grinder                     | Клэр Лакост             |
| 2017      | ф | Битва полов                       | Battle of the Sexes             | Розмари Казалс          |
| 2017      | с | Грейс и Фрэнки                    | Grace and Frankie               | Мелисса                 |
| 2017      | с | Бессильные                        | Powerless                       | Зелёная фурия           |
| 2017      | с | По друзьям                        | Crashing                        | Стефани                 |
| 2017      | с | Воображаемая Мэри                 | Imaginary Mary                  | Ребекка                 |
| 2017      | с | Войти в историю                   | Making History                  | Мона                    |
| 2017—2019 | с | Диета из Санта-Клариты            | Santa Clarita Diet              | Энн Гарсиа              |
| 2018      | с | Стартап                           | Alex, Inc.                      | Серена Банс             |
| 2018      | с | Комната 104                       | Room 104                        | Джесс                   |
| 2018      | с | Корпорация снов                   | Dream Corp LLC                  | Пациент 6               |
| 2019      | ф | Али, рули!                        | Stuber                          | Николь Мэннинг          |
| 2019      | с | У Эбби                            | Abby’s                          | Эбби                    |
| 2019      | с | Солнечная сторона                 | Sunnyside                       | Селеста                 |
| 2020      | с | Мёртв для меня                    | Dead to Me                      | Мишель                  |
| 2021      | ф | Дьявол в деталях                  | The Little Things               | детектив Джейми Эстрада |
| 2021      | ф | Уроки испанского                  | Language Lessons                | Кариньо                 |
| 2021      | ф | К счастью                         | Happily                         | Патрисия                |
| 2021      | с | Мистер Мэр                        | Mr. Mayor                       | Сьюзан Карп             |
| 2022      | ф | Я в полном порядке                | I’m Totally Fine                | Дженнифер               |
| 2023      | ф | Без обид                          | No Hard Feelings                | Сара                    |